# 第30航空母艦分艦隊
第30航空母艦分艦隊（英語：30th Aircraft Carrier Squadron）是1945年1月至8月隸屬於英國太平洋艦隊的皇家海軍護航航空母艦編隊。

## 历史
第30航空母艦分艦隊於1945年1月由威廉·P·卡恩准將成立。威廉·P·卡恩准將於1945年3月上任。第30航空母艦分艦隊由九艘護航航空母艦組成，被分配給英國太平洋艦隊。